# Nephus limonii
Saltängsdvärgpiga (Nephus limonii) är en skalbaggsart som först beskrevs av Horace Donisthorpe 1903.  Nephus limonii ingår i släktet Nephus, och familjen nyckelpigor. Arten är reproducerande i Sverige.